# Comuna de Błędów
Błędów (polaco: Gmina Błędów) é uma gminy (comuna) na Polónia, na voivodia de Mazóvia e no condado de Grójecki. A sede do condado é a cidade de Błędów.
De acordo com os censos de 2007, a comuna tem 8099 habitantes, com uma densidade 59,9 hab/km².

## Área
Estende-se por uma área de 135,23 km², incluindo:
- área agricola: 90%
- área florestal: 5%

## Demografia
Dados de 30 de Junho 2004:
|                      | Total   | Total | Mulheres | Mulheres | Homens  | Homens |
| -------------------- | ------- | ----- | -------- | -------- | ------- | ------ |
|                      | pessoas | %     | pessoas  | %        | pessoas | %      |
| População            | 7963    | 100   | 3979     | 50       | 3984    | 50     |
| Densidade (pop./km²) | 58,9    | 100   | 29,4     | 29,4     | 29,5    | 29,5   |

De acordo com dados de 2005, o rendimento médio per capita ascendia a 1501,54 zł.

## Subdivisões
- Annopol, Bielany, Błędów, Błędów Nowy, Błogosław, Bolesławiec Leśny, Borzęcin, Bronisławów, Cesinów-Las, Czesławin, Dańków, Dąbrówka Nowa, Dąbrówka Stara, Fabianów, Głudna, Golianki, Goliany, Gołosze, Huta Błędowska, Ignaców, Jadwigów, Jakubów, Janki, Julianów, Kacperówka, Katarzynów, Kazimierki, Lipie, Łaszczyn, Machnatka, Machnatka-Parcela, Oleśnik, Pelinów, Roztworów, Sadurki, Śmiechówek, Trzylatków Duży, Trzylatków Mały, Trzylatków-Parcela, Tomczyce, Wilcze Średnie, Wilhelmów, Wilkonice, Wilków Drugi, Wilków Pierwszy, Wólka Dańkowska, Wólka Gołoska, Wólka Kurdybanowska, Zalesie, Załuski, Ziemięcin, Zofiówka.

## Comunas vizinhas
- Belsk Duży, Biała Rawska, Mogielnica, Pniewy, Sadkowice,